# Diphlebia euphaeoides
Diphlebia euphoeoides là loài chuồn chuồn trong họ Philogangidae. Loài này được Tillyard mô tả khoa học đầu tiên năm 1907.